# Liebe und Leben des Telefonbauers A. Bell

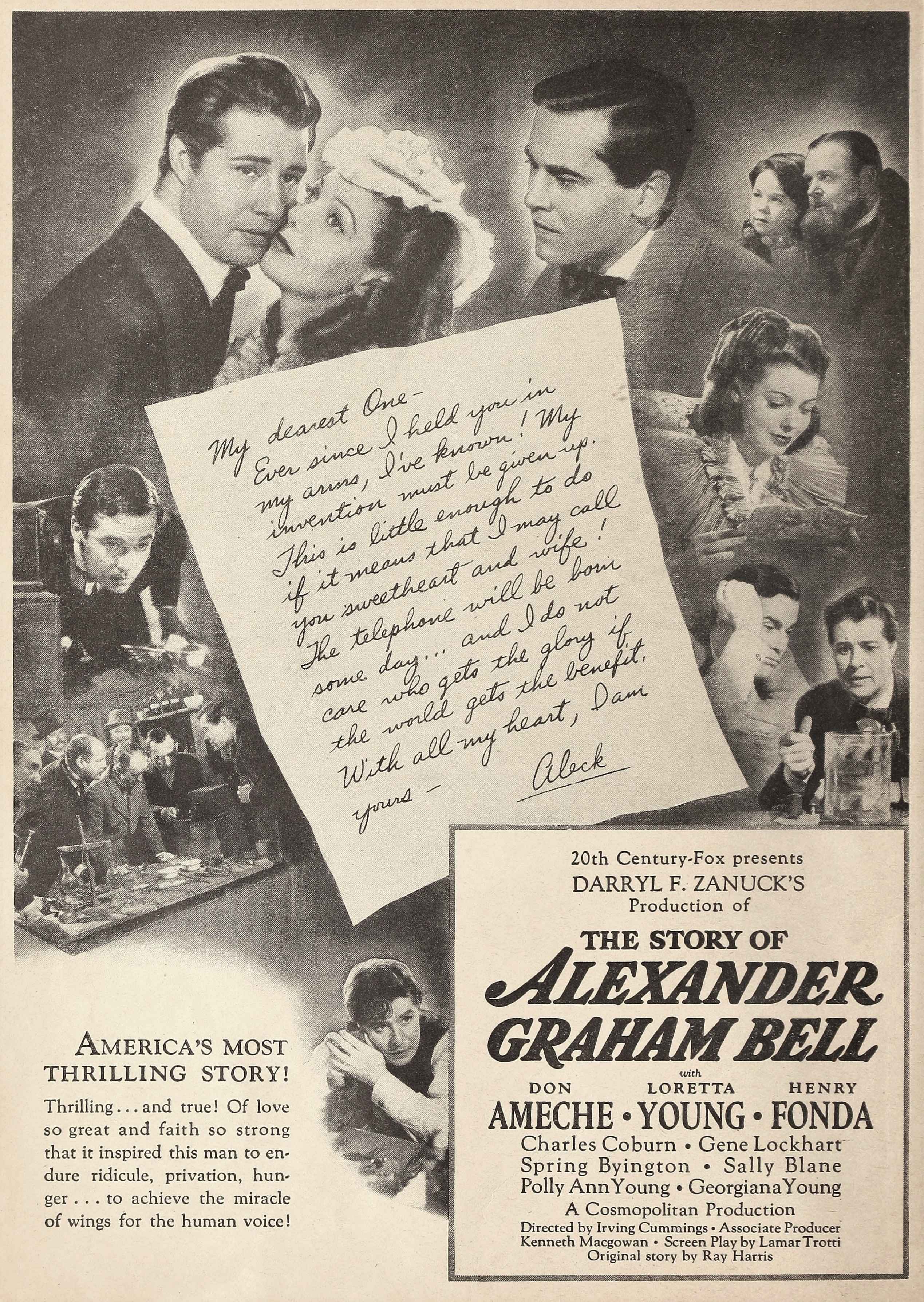
The Story of Alexander Graham Bell

Liebe und Leben des Telefonbauers A. Bell ist eine US-amerikanische Filmbiografie aus dem Jahr 1939. Der Film, entstanden nach einer Erzählung von Ray Harris und produziert von 20th Century Fox, erzählt die Lebensgeschichte des britischen Lehrers und Erfinders Alexander Graham Bell (1847–1922).

## Handlung
Im Jahr 1873 experimentiert der junge Sprachtherapeut Alexander Graham Bell in Boston mit der Visualisierung der Sprache, damit seine Schüler das Kommunizieren lernen können. Sein Projekt führt dazu, dass er den Telegraphen entwickelt. Thomas Sanders, der Vater eines seiner Schüler, macht den Lehrer mit dem Geschäftsmann Gardiner Greene Hubbard bekannt. Sanders will erreichen, dass Bells Erfindung finanziert wird.
Bell verliebt sich in Hubbards taube Tochter Mabel. Da allerdings die finanzielle Unterstützung ausbleibt, kann er nicht um ihre Hand anhalten. Mabel unterstützt ihn jedoch tatkräftig. Dennoch sieht sich Bell nicht in der Lage, an seiner neuen Erfindung, dem Telefon, weiterzuarbeiten, da er Arbeit suchen muss, um sich und Mabel versorgen zu können. Doch Mabel besteht darauf, dass er weiter experimentiert.
Trotz der Notlage arbeiten Bell und sein Assistent Thomas A. Watson hart an der Erfindung. Tatsächlich gelingt ihnen der Durchbruch, das Telefon funktioniert. Bell gründet die „New England Bell Company“, die von Sanders und Hubbard subventioniert wird. Bell heiratet Mabel und reist mit ihr nach England, um dort seine Erfindung der Königin Victoria vorzuführen. Die Königin lässt eine Telefonanlage im Buckingham Palace installieren.
Bell glaubt sich aller Finanznöte ledig, doch schon bald wird bekannt, dass die Western Union Telefonanlagen trotz Bells Patent installiert. Sofort reist das junge Ehepaar zurück in die USA. Bell will die „Western Union“ wegen Verletzung des Patentrechts verklagen. Während der Gerichtsverhandlung kann Mabel beweisen, dass ihr Mann als Erster das Telefon entwickelt hat. Die „Western Union“ verliert den Prozess und bietet Bell eine Partnerschaft an.

## Kritiken
Das Lexikon des internationalen Films beschreibt den Film als „konventionell inszeniert.“
Frank S. Nugent von der New York Times schrieb, man könne den Film als einen der nüchternen und lobenswerteren Historiendramen des Studios betrachten.

## Hintergrund
Die Premiere des Films wurde am 1. April 1939 in New York gefeiert. Eine Preview fand schon am 29. März im Rahmen der Weltausstellung in San Francisco statt. In Deutschland erschien der Film am 29. Juli 1979 im Rahmen einer TV-Premiere des Senders ZDF.
In kleineren Nebenrollen sind Polly Ann Young, Georgiana Young und Sally Blane zu sehen, die die Schwestern von Mable Hubbard spielen. Auch im realen Leben waren die drei Schwestern der Darstellerin Loretta Young.
Hauptdarsteller Don Ameche wurde so mit der Rolle des Erfinders identifiziert, dass man das Telefon in vielen Regionen „Ameche“ nannte. Don Ameches Bruder Jim Ameche spielte die gleiche Rolle 1957 in dem Fantasyfilm The Story of Mankind von Irwin Allen.
Mrs. Gilbert Grosvenor, die Tochter von Alexander Graham Bell, genehmigte die Verfilmung des Drehbuchs.
Im Film kommen die Namen von Antonio Meucci, der die Grundlagen des Telefons 1860 entwickelt hat, und von Philipp Reis, der 1861 das erste funktionierende Telefon erfunden und es später in Edinburgh in Anwesenheit der Familie Bell vorgeführt hat, nicht vor.